# Rufiji
Rufiji er Tanzanias  længste flod. Den har sit udspring øst for Malawisøen og munder ud i det Indiske Ocean omkring 200 km syd for Dar-es-Salaam ved Mafiakanalen og Mafiaøen. Floden er delvis sejlbar, i alt fald frem til Kidatu-dæmningen. Dele af flodens øvre løb, mellem Kidatu og Mufindi, løber mere eller mindre parallelt med jernbanesporet til Tanzania-Zambiajernbanen.

## Erhverv langs floden
I Rufijideltaet ligger 41 % (53.000 ha) af Østafrikas samlede forekomst af mangroveskov. Floden er opdæmmet ved Kidatu, men ellers ureguleret, og store dele af den løber gennem det store Selous vildtreservat. Området er derfor relativt upåvirket af menneskelig aktivitet. Deltaet er rigt på fisk, rejer og krabber året rundt. Lokalbefolkningens vigtigste erhverv er risdyrkning og hugst i mangroveskoven. Det bor omkring 21.000 mennesker i Rufijideltaet, og tre fjerdedele dyrker ris til selvforsyning. Vanskelige transportforhold bidrager til at deltabefolkningen har problemer med at drive handel med fastlandet, og regionen er derfor blandt Tanzanias fattigste.
I flodens centrale del, ved Kidatu, blev der i 1970'erne anlagt en dæmning og bygget et større vandkraftværk.
Ved flodens øvre del, i Mufindi, blev der i 1980'ene bygget en cellulose- og papirfabrik, Mufundi Pulp and Paper Mill. Det var den finske ulandshjælp, FINNIDA, som stod for denne opgave.
8°4′5″S 39°22′59.6″Ø / 8.06806°S 39.383222°Ø